# داریا اکاماسووا
داریا اکاماسووا (به انگلیسی: Darya Ekamasova) (زاده ۲۰ مهٔ ۱۹۸۴) بازیگر اهل روسیه است.
از کارهای معروف او می‌توان به بازی در فیلم‌های بعد چهارم و آنورا اشاره کرد.